# Palacio de Lahane
El Palacio de Lahane (en portugués: Palácio de Lahane) es un edificio histórico en Timor Oriental.
Alguna vez fue la residencia de los gobernadores portugueses del Timor portugués, entre ellos el gobernador Alfonso de Castro (1859 a 1861 y de 1862 a 1863). Se encuentra una milla al sur del centro de la capital colonial de Dili en las montañas.
La residencia es ahora de una sola planta, de color rosa con torres octogonales en las esquinas. El edificio fue restaurado después de ser quemado en la ola de violencia por la ocupación de Indonesia con motivo del referéndum de independencia de Timor Oriental en 1999. En ese momento, solo las paredes quedaron en pie. Además, las paredes interiores se eliminaron para crear una sala de banquetes para ocasiones formales.  El palacio es ahora un lugar notable para las ceremonias especiales.